# Excidobates
Az Excidobates a kétéltűek (Amphibia) osztályának békák (Anura) rendjébe, a nyílméregbéka-félék (Dendrobatidae) családjába, azon belül a Dendrobatinae alcsaládba tartozó nem.

## Előfordulásuk
A nembe tartozó fajok Peru északnyugati részén a Río Marañón vízgyűjtő területén, valamint Ecuadorban, a Zamora Chinchipe tartományban honosak.

## Taxonómiai helyzete
Az Excidobates nembe tartozó fajokat korábban a Dendrobates nemhez sorolták.

## Rendszerezés
A nembe az alábbi fajok tartoznaK:
- Excidobates captivus (Myers, 1982)
- Excidobates condor Almendáriz, Ron & Brito, 2012
- Excidobates mysteriosus (Myers, 1982)